# ۲۳ (ترانه)
«۲۳» تک‌آهنگی از هنرمند اهل ایالات متحده آمریکا، مایک ویل مید ایت به همراهی مایلی سایرس، ویز خلیفا و جوسی جی است.